# FollowTheMoney

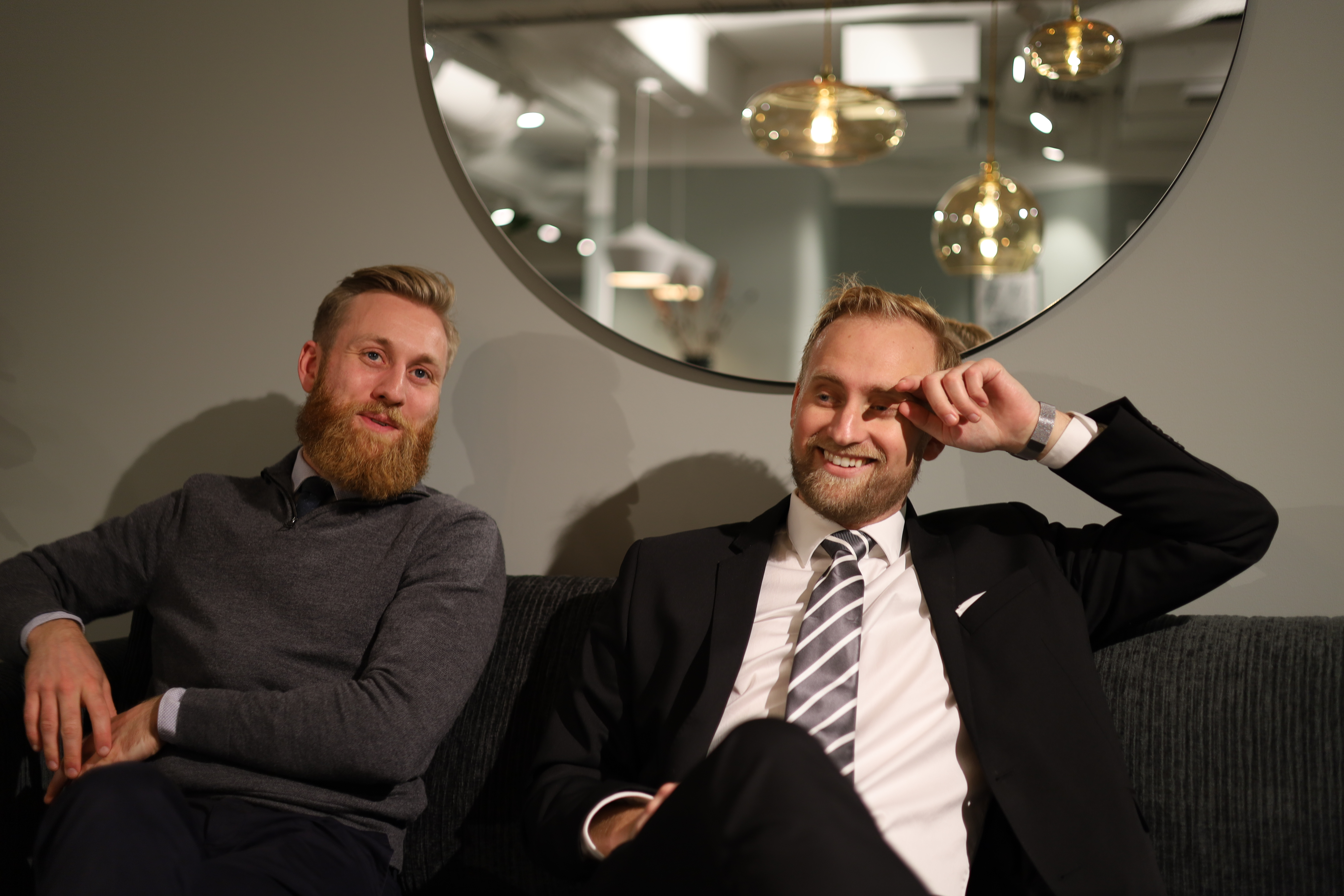
Martin Nilsson, Joakim Rönning

FollowTheMoney är ett poddradioprogram av och med IG Markets marknadsanalytiker Martin Nilsson från Stockholm och Nyhetsbyrån Direkts ekonomijournalist Joakim Rönning från Karlstad. Premiäravsnittet publicerades tisdagen den 10 december 2019.
Under 2021 nådde podcasten över en miljon streams och låg samtidigt överst på topplistor på Spotify och Poddtoppen vilket gör den till en av Sveriges största ekonomipoddar.
Avsnitt 54 som släpptes 3 februari 2021, Silversqueeze och Robinhood-konspiratörernas human centi-ipad  uppmärksammades av Svenska Dagbladet som ett av årets bästa poddavsnitt 2021.
Den 20 september 2023 pausades FollowTheMoney på obestämd tid. Det 155:e och sista avsnittet hölls som livepodd på Scalateatern, Wallingatan, i Stockholm.